# رند، لینکلن‌شر
رند (به انگلیسی: Rand) یک روستا و محله مدنی در بریتانیا است که در West Lindsey واقع شده‌است.